# 中华缠枝纹薄胎玉壶
中华缠枝纹薄胎玉壶，又称碧玉薄胎茶壶，是大英博物馆的现代藏品，由苏州市玉雕雕刻家俞挺于2011年制作。玉壶直径9厘米，长14.3厘米，高8厘米；由一块13（29英磅）的青海碧玉制成，饰以宝相花、缠枝莲纹路。
2017年10月，俞挺将中华缠枝纹薄胎玉壶捐赠给大英博物馆收藏。

## 流行文化
2023年网络短剧《逃出大英博物馆》中小玉壶的原型。